# Rosa kweichowensis
Rosa kweichowensis — вид рослин з родини трояндових (Rosaceae); ендемік Китаю.

## Опис
Кущ вічнозелений або напіввічнозелений, виткий, невеликий. Гілочки пурпурно-коричневі, циліндричні, вигнуті, голі; колючки короткі, плоскі. Листки включно з ніжками 5–10 см; прилистки 1/3 частини прилягають до ніжки, вільні частини ланцетні, залозисто-пилчасті, верхівка гостра й ніжка з розсіяними дрібними колючками; листочків 7–9, еліптичні, зворотно-яйцюваті або яйцюваті, 15–35 × 8–20 мм, голі, основа майже округла або широко клиноподібна, край гостро просто пилчастий, верхівка загострена або гостра. Квіток 7–17 у складному щитку, 25–30 мм у діаметрі. Чашолистків 5, зазвичай широко яйцюваті. Пелюсток 5, білі, трохи довші за чашолистики, зворотно-яйцюваті, основа клиноподібна, верхівка з неправильним вирізом.

## Поширення
Ендемік Китаю: цн. Гуйчжоу. Населяє тінисті місця.